# Ellen og Niels Bjerrums Kemikerpris
Ellen og Niels Bjerrums Kemikerpris eller Bjerrum Medaljen er en dansk videnskabspris, der er opkaldt efter den danske kemiker Niels Bjerrum (1879-1958). Den består af en medalje i massivt guld, og den bliver givet til danske kemikere eller kemikere med forbindelse til dansk kemi i anerkendelse af deres videnskabelige virke. Prisen har været uddelt siden 1959.
Bestyrelsen for prisen består af tre personer: en repræsentant for Ellen og Niels Bjerrums efterkommere (den nuværende er Bjerrums barnebarn Niels Bjerrum, født 1940) og en professor i kemi fra henholdsvis Københavns Universitet og Den Kongelige Veterinær- og Landbohøjskole. Siden 2004 har Kemisk Forening udpeget de to kemiprofessorer. Siden 2006 er prisoverrækkelsen sket ved Kemisk Forenings sommermøde i Odense.

## Modtagere
Prisen uddeles ikke fast hvert år. Følgende personer har modtaget den:
- 1959: Martin Ottesen
- 1961: Chr. Knakkergaard Møller
- 1963: Jon Munch-Petersen
- 1965: Claus Schæffer
- 1967: Per Möllgaard Boll
- 1969: Henning Lund
- 1972: Thorkild Andersen
- 1974: Ole Buchardt
- 1976: Ejnar Jensen
- 1979: Niels Bjerrum
- 1980: H.E. Lundager Madsen
- 1982: Ole Mønsted
- 1984: Carsten Christophersen
- 1986: Leif Skibsted
- 1988: Hans Jørgen Jacobsen
- 1990: Peter Andersen
- 1990: Johan Springborg
- 1992: Jan Becher
- 1995: Karl Anker Jørgensen
- 1997: Morten P. Meldal
- 1999: Thomas Bjørnholm
- 2001: Jesper Wengel
- 2004: Peter Westh
- 2006: Jesper Bendix
- 2008: Ture Damhus
- 2010: Frederik Christian Krebs[4]
- 2012: Mogens Brøndsted Nielsen
- 2014: Jan Oskar Jeppesen
- 2016: Michael Pittelkow
- 2018: Jan Rossmeisl
- 2021: Bo Wegge Laursen[5]
- 2023: Christine Joy McKenzie
- 2025: Kasper Steen Pedersen